# Kolambugan

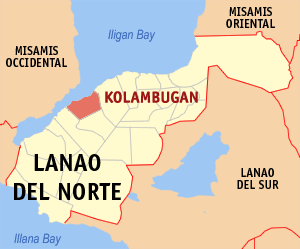
Bản đồ Lanao del Norte với vị trí của Kolambugan

Kolambugan là một đô thị hạng 4 ở tỉnh Lanao del Norte, Philippines. Theo điều tra dân số năm 2007, đô thị này có dân số 25.306 người.

## Các đơn vị hành chính
Kolambugan được chia ra 26 barangay.
| - Austin Heights - Baybay - Bubong - Caromatan - Inudaran - Kulasihan - Libertad - Lumbac - Manga - Matampay - Mukas - Muntay - Pagalungan | - Palao - Pantaon - Pantar - Poblacion - Rebucon - Riverside - San Roque - Santo Niño - Simbuco - Small Banisilan - Sucodan - Tabigue - Titunod |